# Руководители Вятской губернии
Руководители Вятской губернии Российской Империи в промежутке 1796 — 1929 годов.

## Вятские губернаторы
1. Зиновьев Сергей Никитич (1 апреля 1796 — 5 сентября 1798 гг.)
2. Тютчев Степан Богданович (5 сентября 1798 — май 1800 гг.)
3. Латышев Алексей Семёнович (май 1800 — апрель 1802 гг.)
4. Рунич Павел Степанович (7 мая 1802 — октябрь 1804 гг.)
5. Болгарский, Василий Иванович (октябрь 1804 — 15 апреля 1808 гг.)
6. фон-Брадке Фёдор Иванович (3 июля 1808 — март 1816 гг.)
7. Добринский Павел Михайлович (23 марта 1816 — ноябрь 1824 гг.)
8. Рыхлевский Андрей Иванович (8 декабря 1824 — 24 января 1830 гг.)
9. Рынкевич, Ефим Ефимович (24 января 1830 — 19 марта 1834 гг.)
10. Тюфяев Кирилл Яковлевич (апрель 1834 — май 1837 гг.)
11. Корнилов Александр Алексеевич (9 июня 1837 — март 1838 гг.)
12. Хомутов Иван Петрович (4 марта 1838 — октябрь 1840 гг.)
13. Мордвинов Александр Николаевич (10 октября 1840 — ноябрь 1843 гг.)
14. Середа Аким Иванович (6 декабря 1843 — 4 апреля 1851 гг.)
15. Семёнов Николай Николаевич (4 апреля 1851 — 22 ноября 1857 гг.)
16. Муравьев Николай Михайлович (ноябрь 1857 — 16 июня 1859 гг.)
17. Клингенберг Михаил Карлович (сентябрь 1859 — 10 января 1863 гг.)
18. Струков Владимир Николаевич (10 января 1863 — 8 марта 1866 гг.)
19. Компанейщиков Николай Васильевич (11 марта 1866 — 14 марта 1869 гг.)
20. Чарыков Валерий Иванович (27 апреля 1869 — 5 декабря 1875 гг.)
21. Тройницкий Николай Александрович (2 января 1876 — 13 июля 1882 гг.)
22. Волков Аполлон Николаевич (15 июля 1882 — 5 февраля 1887 гг.)
23. Анисьин Алексей Фёдорович (5 февраля 1887 — 28 июля 1894 гг.)
24. Трепов Фёдор Фёдорович (август 1894 — 9 июля 1896 гг.)
25. Клингенберг Николай Михайлович (11 июля 1896 — 10 октября 1901 гг.)
26. Хомутов Павел Фёдорович (19 октября 1901 — 23 декабря 1904 гг.)
27. Левченко Александр Георгиевич (23 декабря 1904 — 19 мая 1906 гг.)[1]
28. Горчаков Сергей Дмитриевич (10 июня 1906 — 6 апреля 1909 гг.)
29. Камышанский Пётр Константинович (6 апреля 1909 — 24 сентября 1910 гг.)
30. Страховский Иван Михайлович (2 ноября 1910 — 23 июня 1914 г.)
31. Чернявский Андрей Гаврилович (23 июня 1914 г. — 30 октября 1915 гг.)
32. Руднев Николай Андреевич (30 октября 1915 — 6 марта 1917 гг.)

## Вятские губернские комиссары Временного правительства
1. Паньков Павел Иванович (март — май 1917 г.)
2. Саламатов, Пётр Тимофеевич (май — ноябрь 1917 г.)
3. Трейтер Василий Алексеевич (декабрь 1917 г.)

## Председатели Вятского губернского исполнительного комитета
1. Попов Михаил Михайлович (декабрь 1917 — апрель 1918 гг.)
2. Клестов Александр Андреевич (12 — 26 апреля 1918 г.)
3. Чирков Григорий Семёнович (апрель — май 1918 г.)
4. Попов, Иван Васильевич (май — июнь 1918 г.)
5. Родигин, Иван Фёдорович (июль — август, октябрь 1918 г.)
6. Эльцин Виктор Борисович (сентябрь 1918 г.)
7. Акулов, Иван Алексеевич (ноябрь 1918 — январь 1919 гг.)
8. Новоселов Степан Андреевич (январь — июль 1919 г.)
9. Шиханов, Павел Иванович (июль 1919 — март 1920 гг.)
10. Вейцер, Израиль Яковлевич (март 1920 — май 1921 гг.)
11. Спундэ, Александр Петрович (июнь 1921 — июнь 1922 гг.)
12. Попов Степан Кузьмич (июнь 1922 — март 1923 гг.)
13. Лизарев, Фёдор Семёнович (март 1923 — апрель 1924 гг.)
14. Панфилов Василий Николаевич (июнь 1924 — ноябрь 1925 гг.)
15. Груздев Никифор Киприанович (ноябрь 1925 — март 1926 гг.)
16. Позднышев Александр Никитич (март 1926 — апрель 1927 гг.)
17. Недзвецкий Фёдор Трофимович (май 1927 — март 1929 гг.)
18. Колпаков Иван Павлович (март — июль 1929 г.)